# مونتگومری (ورمونت)
مونتگومری (به انگلیسی: Montgomery) یک منطقهٔ مسکونی در ایالات متحده آمریکا است که در شهرستان فرانکلین، ورمانت واقع شده‌است. مونتگومری ۱۴۶٫۹ کیلومتر مربع مساحت و ۱٬۱۸۴ نفر جمعیت دارد و ۱۹۸ متر بالاتر از سطح دریا واقع شده‌است.